# 坎伯蘭縣 (維吉尼亞州)
坎伯蘭縣（英語：Cumberland County）是美國維吉尼亞州中部的一個縣。面積776平方公里。根據美國2000年人口普查，共有人口9,017人。縣治坎伯蘭 (Cumberland)。
成立於1749年，縣名紀念英王喬治二世之子、坎伯蘭公爵威廉·奧古斯塔斯王子 (Prince William Augustus, Duke of Cumberland)。1776年4月22日本縣率先宣布脫離英國獨立。